# 줄만새기

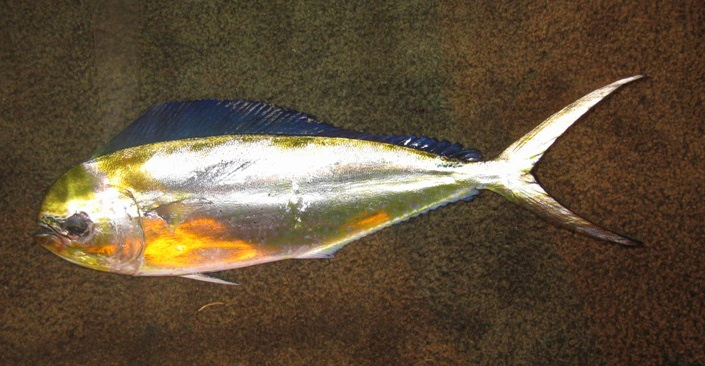

줄만새기(학명:Coryphaena equiselis)는 전갱이목 만새기과에 속하는 물고기이다. 몸길이는 1.27m가 되는 대형어류에 속한다.

## 특징과 먹이
줄만새기는 몸이 은색과 노란색을 가지고 있는 것이 특징이다. 등지느러미, 배지느러미의 부근과 얼굴 및 가슴지느러미의 부근은 노란색을 가지고 있으며 가슴지느러미, 배지느러미, 꼬리지느러미, 몸의 옆줄과 측선의 일부분이 은색을 띄고 있다. 등지느러미는 푸른색을 띄는 어종으로 이것으로 만새기와 구분이 되며 측선이 되는 옆줄이 만새기에 비해 더 뚜렷한 특징을 가지고 있다. 몸의 전체에 길이는 연장된 머리와 등지느러미로 압축됐으며 성숙한 줄만새기는 돌출된 이마가 잘 발달되어 있다. 등지느러미의 각 연조가 가지는 사이는 간격이 넓고 바로 뒤쪽에 16~18연조의 끝이 삼각형이다. 등과 옆구리에는 작고 검은 점들이 흩어져 있으며 등지느러미의 부근은 몸의 색깔이 푸른색, 녹색, 청록색이 혼합되어 있다. 또한 등지느러미의 기부를 따라서 1줄의 둥근 점이 존재하고 머리에는 갈색의 줄이 있다. 수명이 다되어 죽으면 몸이 음소거가 된 녹색과 회색으로 변한다. 먹이로는 멸치, 청어, 정어리, 꽁치와 같은 작은물고기들과 오징어와 같은 두족류를 섭이하는 육식성물고기에 속한다.

## 서식지와 어획 및 수명
줄만새기의 주요한 서식지는 태평양, 대서양의 아열대와 열대의 해역으로 대한민국과 일본에서도 서식이 확인되는 종이며 지중해에서도 서식이 확인되는 어종이다. 수심 10~80m의 대륙붕으로 이뤄진 연안에서 주로 서식하는 표해수대의 어류이다. 줄만새기는 식용으로도 이용이 되는 어종인데 남아메리카에서 가장 많이 식용하며 주로 회, 구이 등으로 많이 먹는다. 줄만새기는 평균적인 수명이 3년~4년으로 짧은 어종에 속한다.

## 같이 보기
- 전갱이목
- 만새기속